# جایزه بزرگ برزیل ۲۰۱۲
جایزه بزرگ برزیل ۲۰۱۲ (انگلیسی: ‎2012 Brazilian Grand Prix‎) یک مسابقهٔ موتوری در رشتهٔ اتومبیل‌رانی فرمول یک بود که در تاریخ ۲۵ نوامبر ۲۰۱۲ در پیست ژوزه کارلوس پیس واقع در سائو پائولو، برزیل برگزار شد. این گراند پری در میان ۲۰ گراند پری در فصل ۲۰۱۲، مسابقهٔ شمارهٔ ۲۰ بود.
در این مسابقه که در ۷۱ دور و به مسافت ۳۰۵٫۹۰۹ کیلومتر (۱۹۰٫۰۸۳ مایل) برگزار شد، پول پوزیشن توسط لوئیز همیلتون کسب شد و سریع‌ترین زمان برای طی یک دور پیست که برابر با ۱:۱۸٫۰۶۹ بود نیز توسط لوئیز همیلتون به ثبت رسید.
جنسون باتن از تیم مک‌لارن-مرسدس، فرناندو آلونسو از تیم فراری و فلیپه ماسا از تیم فراری به‌ترتیب مقام‌های اول تا سوم مسابقه را کسب کردند.

## رده‌بندی قهرمانی پس از مسابقه
|       | جایگاه | راننده         | امتیاز |
| ----- | ------ | -------------- | ------ |
|       | ۱      | سباستیان فتل   | ۲۸۱    |
|       | ۲      | فرناندو آلونسو | ۲۷۸    |
|       | ۳      | کیمی رایکونن   | ۲۰۷    |
|       | ۴      | لوئیز همیلتون  | ۱۹۰    |
| ۱     | ۵      | جنسون باتن     | ۱۸۸    |
| منبع: |        |                |        |

|       | جایگاه | سازنده            | امتیاز |
| ----- | ------ | ----------------- | ------ |
|       | ۱      | رد بول ریسینگ-رنو | ۴۶۰    |
|       | ۲      | فراری             | ۴۰۰    |
|       | ۳      | مک‌لارن-مرسدس      | ۳۷۸    |
|       | ۴      | لوتوس-رنو         | ۳۰۳    |
|       | ۵      | مرسدس             | ۱۴۲    |
| منبع: |        |                   |        |

یادداشت
- تنها پنج جایگاه نخست از هر رده‌بندی نمایش داده شده‌است.